# Гай Норбан Флакк (консул 38 года до н. э.)
Гай Норбан Флакк (лат. Gaius Norbanus Flaccus; умер после 25 года до н. э.) — римский военачальник и политический деятель, консул 38 года до н. э. Участвовал в Филиппийской войне на стороне Второго триумвирата, позже управлял провинциями Испания и Азия.

## Биография
Согласно Капитолийским фастам, отец Гая Норбана носил тот же преномен. Больше о предках Гая ничего достоверно не известно, но исследователи уверены, что его отцом был монетарий Гай Норбан, а дедом — консул 83 года до н. э. того же имени. Гай-дед был «новым гражданином», происходившим, по одним данным, из города Норба в землях вольсков, а по другим — из Этрурии. Будучи одним из руководителей марианской партии, он погиб в гражданской войне, а его имя было включено в проскрипционный список, что автоматически лишало его потомков полных гражданских прав. Только в 49 году до н. э., когда Гай Юлий Цезарь отменил все существовавшие для проскриптов ограничения, Гай Норбан-внук смог начать политическую карьеру.
Первое упоминание Норбана в сохранившихся источниках относится ко времени его претуры — к 44 или 43 году до н. э., когда он совместно с Луцием Сестием отчеканил по поручению сената серию золотых монет. В начавшихся после убийства Цезаря внутренних распрях Норбан примкнул к триумвирам. В середине 42 года до н. э. Марк Антоний и Октавиан направили его и Луция Децидия Саксу с восемью легионами против Марка Юния Брута и Гая Кассия Лонгина в качестве авангарда большой армии. Норбан и Сакса высадились на Балканах, прошли по Эгнациевой дороге через Македонию и Горную Фракию и преградили путь врагу, шедшему от Геллеспонта, в стратегически важном Сапейском ущелье. Благодаря помощи одного из фракийских царей Брут смог обойти позиции Норбана и Саксы по пути, считавшемуся до этого непроходимым; им пришлось отступить к Амфиполю. Там они разбили укреплённый лагерь и дождались подхода Марка Антония с основными силами. После разгрома республиканцев в битве при Филиппах Норбан возглавил армию Октавиана на время его болезни.
За свои заслуги перед триумвирами Норбан получил консулат на 38 год до н. э., разделив его с патрицием Аппием Клавдием Пульхром. В середине года эту пару магистратов заменили консулы-суффекты Луций Корнелий Лентул и Луций Марций Филипп. В 36 году до н. э. Норбан стал наместником Испании с проконсульской властью (видимо, как преемник Гнея Домиция Кальвина) и находился в своей провинции до 34 года до н. э. За успешные войны, о которых ничего не известно, он был удостоен по возвращении в Рим триумфа (12 октября 34 года до н. э.).
Позже, в промежутке между битвой при Акции и принятием Октавианом имени Август (31—27 годы до н. э.), Норбан был наместником Азии с полномочиями проконсула. Известно, что на этой должности он подтвердил право живших в провинции иудеев посылать в Иерусалим храмовые деньги; жители Пергама почтили его статуей. В 25 году до н. э. Норбан оставил свою подпись под одним из сенатских постановлений и после этого уже не фигурирует в источниках.
У Гая Норбана был сын того же имени, консул 24 года до н. э.